# Курчицький заказник
Курчицький — лісовий заказник місцевого значення. Об'єкт розташований на території Новоград-Волинського району Житомирської області, ДП «Новоград -Волинське досвідне лісомисливське господарство» Курчицьке лісництво, квартал 55, виділ 1 (площа — 50,4 га), виділ 2 (площа — 0,7га), виділ 3 (площа — 1,1 га), виділ 4 (площа — 2,2 га), виділ 5 (площа 1,9 га), виділ 6 (площа — 0,5 га), виділ 7 (площа — 9,5 га), виділ 8 (площа — 1,0 га), виділ 10 (площа — 7,3 га), виділ 11 (площа — 0,8 га), кввартал 56, виділ 1 (площа — 48 га), виділ 2 (площа — 0,9 га), виділ 5 (площа — 2,1 га), виділ 15 (площа — 1,3 га), виділ 16 (площа — 1,4 га), виділ 19 (площа — 0,5га)
.
Площа — 129,6 га, статус отриманий у 2020 році.
Ландшафтна територія заказника представлена слабо хвилястою водороздільною ділянкою, зайнятою переважно старовіковими грабово-дубовими лісами. Пріоритетами охорони у заказнику є старовікові (140—150 років) грабово-дубові ліси трясучковидноосокові та грабово-дубові ліси волосистоосокові типового флористичного складу та ценотичної будови, а також рідкісні види рослин, занесені у Червону книгу України (2009), зокрема, коручка морозниковидна, любка дволиста, гніздівка звичайна, булатка червона та лілія лісова; рідкісні рослинні угруповання, занесені у Зелену книгу України — звичайнодубові ліси жовторододендронові; види птахів, що охороняються за Бернською конвенцією: з денних хижих птахів-канюк звичайний та яструб великий, а з нічних хижих птахів — сова вухата та сова сіра.